# Фінал Кубка націй ОФК 1973
Фінал Кубка націй ОФК 1973 року був останнім матчем Кубка націй ОФК 1973 року і визначав переможця турніру. Він був проведений 24 лютого 1973 року в Окленді, Нова Зеландія між двома найкращими командами турніру за підсумками групового турніру. Господарі змагань новозеландці виграли матч з рахунком 2-0 у збірної Таїті і стали переможцями першого Кубка націй ОФК.

## Матч
| 24 лютого 1973 |

| Нова Зеландія          | 2 — 0    | Таїті |
| ---------------------- | -------- | ----- |
| Дейв Тейлор Алан Марлі | Протокол |       |

| «Ньюмаркет», Окленд, Нова Зеландія Арбітр: Б. Шоде |